# Maffei (Adelsgeschlecht)

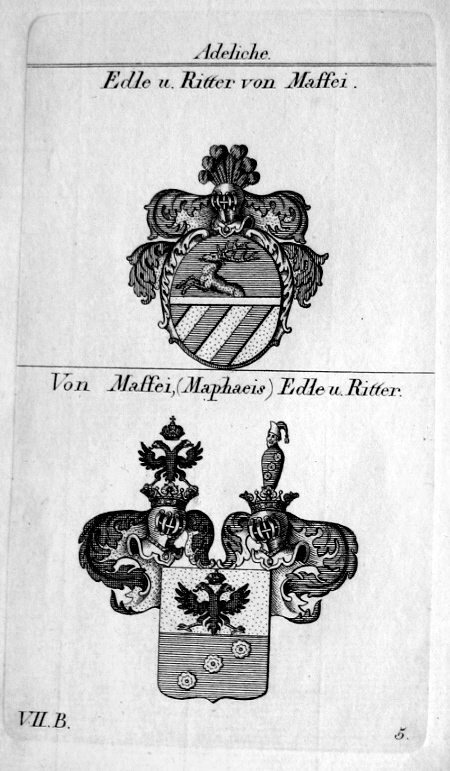
Wappen der Linien Maffei

Wappen Maffei Comtes de Beuil

Maffei (auch Maffeo, Maphaeis) ist der Name von mehreren italienischen, sodann österreichischen und deutschen, wappenführenden Adelsgeschlechtern.

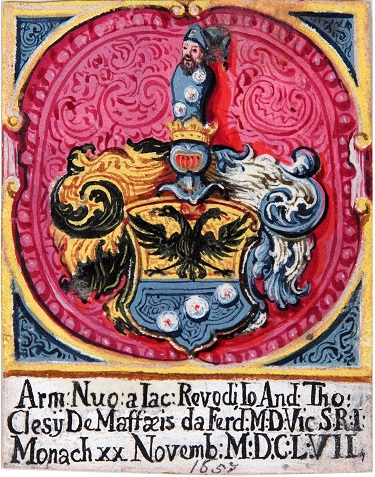
Wappen der Maffei

## Etymologie und Herkunft
Der im Mittelalter in Italien weitverbreitete, auf einen Personennamen basierende Familienname Maffei leitet sich vom italienischen Maffeo (deutsch Matthäus) ab. Auch im Trentino sind Namensträger in den letzten 500 Jahren an zahlreichen Orten nachzuweisen. Während einzelne Adelsgeschlechter Maffei aus dem Trentino stammen, sind andere erst im Laufe der Jahrhunderte von der italienischen Halbinsel dorthin gezogen. Die Theorie einer gemeinsamen Abstammung aller adligen Linien Maffei ist somit nicht nachzuweisen.

## Marchese di Maffei

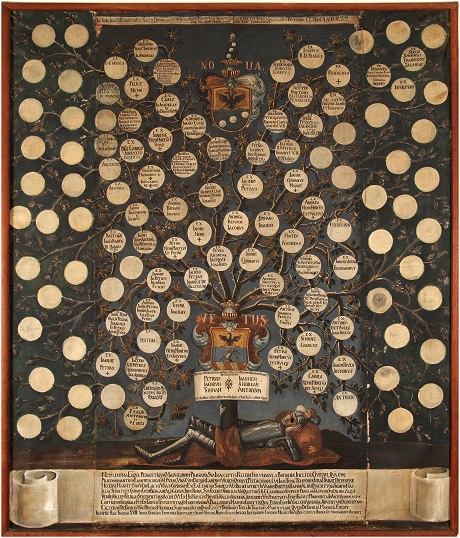
Genealogische Tafel

Das ursprünglich toskanische Adelsgeschlecht Maffei, bzw. Maffeo, angeblich ein Zweig der Adelsfamilie Geremei aus Bologna, war seit 1274 in Verona ansässig und gehörte bereits 1405, als Verona an die Republik Venedig fiel, dort dem städtischen Rat an. Später wurde die Familie in den römischen Adel immatrikuliert. 1650 erhielten die Maffei von Herzog Karl Emanuel II. von Savoyen den Marquistitel, welcher 1655 und 1718 vom Dogen von Venedig bestätigt wurde. Angehörige der weitverzweigten Familie traten im Laufe der Jahrhunderte als Künstler, Gelehrte, Schriftsteller, Staatsmänner und geistliche Würdenträger hervor. Am 26. November 1826 erfolgte die österreichische Bestätigung des Marchesetitels für den Veroneser Edelmann Anton Maffei. Die Marchesi di Maffei sind später erloschen und deren Wappen 1808 vom bayerischen König neu vergeben.

## Edle und Ritter von Maffei
Der Rat Erzherzog Ferdinand, Anton Matthäus Maffei sowie dessen Bruder, der kurbayerische Leibmedikus Jakob Maffei wurde von Kaiser Ferdinand III. das Adelsdiplom mit der Pfalzgrafenwürde verliehen. Am 20. November 1657 stellte Kurfürst Ferdinand Maria als Reichsvikar in München den Vettern Jakob, Johann Andree und Thoma Maffei eine Adels- und Wappenbrief aus. Alessandro Maffei (1662–1730) brachte es in der bayerischen Armee bis zum General. Mit dem Kurfürsten Maximilian II. Emanuel verband ihn ein lebenslanges Freundschaftsverhältnis. Der Landschaftssekretär in Görz und Gradisca Christian Fabain von Maffei wurde am 15. September 1761 mit dem Prädikat „von Glattfort“ in den erbländischen Ritterstand erhoben.
Jacob Anton Maffei, Graf von Tajo am Nonsberg war Hofkanzler des Fürstbischofs von Trient, Mitglied der Akademie in Mantua und Roveredo. Dessen Sohn Joseph Ritter von Maffei (* 1775) wirkte 1805 als Professor für italienische Literatur an der Universität Salzburg sowie 1826 als Professor an der Universität München. Der Großhändler und Tabakwarenfabrikant Peter Paul von Maffei (1754–1836) wurde 1808 von König Maximilian I. Joseph in den bayerischen Adel immatrikuliert. Deren erteiltes Wappen war das der erloschenen Marchesi di Maffei. Der Sohn des Nobilitierten war der Industrielle, Landtagsabgeordnete und Reichsrat Joseph Anton von Maffei (1790–1870), der als Wegbereiter der Eisenbahn in Bayern gilt. Am 10. August 1835 wurde der pensionierte Hofrat bei der obersten Justizstelle Philipp von Maffei in die Tiroler Adelsmatrikel eingetragen. 

## Persönlichkeiten (Auswahl)
- Alessandro Maffei (1662–1730), deutscher General
- Andrea Maffei (1798–1885), italienischer Adliger und Librettist
- Bernardino Maffei (1514–1553), italienischer Geistlicher, Erzbischof von Chieti und Kardinal
- Guido von Maffei (1838–1922), deutscher Maler
- Hugo von Maffei (1836–1921), deutscher Bankier
- Joseph Anton von Maffei (1790–1870), deutscher Unternehmer
- Marcantonio Maffei (1521–1583), italienischer Kardinal
- Orazio Maffei (1580–1609), italienischer Kardinal
- Paolo Alessandro Maffei (1653–1716), italienischer Schriftsteller und Altertumsforscher
- Peter Paul von Maffei (1754–1836), deutscher Bankier, Großhändler und Tabakwarenfabrikant
- Raffaello Maffei (1451–1522), italienischer Theologe und Humanist
- Scipione Maffei (1675–1755), italienischer Historiker, Autor und Diplomatiker
- Timoteo Maffei (um 1415–1470), italienischer geistlicher, Erzbischof von Mailand und Ragusa